# شش زن برای قاتل
شش زن برای قاتل (ایتالیایی: Sei donne per l'assassino، ت. «Six Women for the Murderer») یا خون و بند سیاه (به انگلیسی: Blood and Black Lace) یک فیلم جالوی ایتالیایی به کارگردانی ماریو باوا محصول سال ۱۹۶۴ است. از بازیگران آن می‌توان به کامرون میچل، ایوا بارتوک، فرانکو رسل، لوسیانو پیگوزی، دانته دی‌پائولو و انتزو چروزیکو اشاره کرد.
فیلم عموماً به‌عنوان یکی از نخستین آثار جالو و از آثار تأثیرگذار بر ژانر اسلشر -به‌ویژه فیلم‌های مبتنی بر «تعداد جسد» - به‌شمار می‌رود.